# Édouard de Perregaux
Pour les articles homonymes, voir Perregaux.
François Charles Édouard de Perregaux, né le 1er novembre 1815 à Paris 1er et mort le 30 mai 1889 à Saint-Cyr-sur-Loire, est un militaire français.
Fils du haut fonctionnaire Alphonse Perregaux et petit-fils de Jean-Frédéric Perregaux, régent de la Banque de France à l'époque du Consulat et du Premier Empire, il est surtout connu pour avoir été le seul mari de Marie Duplessis, immortalisée par le roman d'Alexandre Dumas fils, La Dame aux camélias.

## Biographie
François Charles Édouard de Perregaux naît le 1er novembre 1815 à Paris, rue du Mont-Blanc, dans l’ancien 1er arrondissement. Il est le deuxième fils d’Adèle Élisabeth Mac Donald de Tarente et du comte d’Empire Alphonse Perregaux. 
Édouard de Perregaux a d’abord été officier de cavalerie. Ayant débuté comme simple soldat, il a participé aux siège de Constantine de 1836, de 1837 et des Portes de Fer, et terminé comme lieutenant au 2e hussards , puis dans les spahis au 3e régiment d’Afrique, stationnés à Bône. Noté par ses supérieurs pour sa « conduite légère et insolvabilité », il a quitté les spahis, en avril 1841, parce qu’il était incapable de régler une note de 3 630 francs à un marchand de vin bordelais:161.
Rendu à la vie civile, à l’âge de 26 ans, il perd, à l’été 1841, son père, et hérite en partie de sa fortune. Membre du Jockey Club, il est surtout connu dans le monde pour ses conquêtes amoureuses, notamment celle de la comédienne Alice Ozy, qu’il subtilise, en septembre 1841, au duc d’Aumale, parti pour sa campagne militaire en Algérie, en lui offrant une calèche et un attelage magnifiques, qu’elle ne sait pas refuser, et l’introduit dans le « demi-monde ».
En décembre 1843, il fait la connaissance d’Alphonsine Plessis, dite Marie Duplessis, dont il devient l’amant de cœur, au début de 1844. Au printemps 1844, il lui achète une demeure à Bougival:162. Joueur compulsif, il apprend, de retour d’un voyage en Allemagne et en Suisse avec Alphonsine, que sa fortune est dilapidée et qu’il frôle la ruine. Sa maitresse lui laissait le choix entre l’épouser ou la perdre:168, il tente sans succès de persuader sa famille qui est moins qu’enthousiaste. 
En mars 1845, ayant appris qu’Alexandre Dumas fils est désormais le nouvel amant de cœur de Marie Duplessis, il tente de repartir pour l’Algérie. Il contacte la Légion étrangère, s’entant entendu répondre, lors d’une précédente requête, l’année précédente, qu’ayant quitté l’armée régulière de son propre chef, il ne pouvait y rentrer, mais qu’il lui restait la possibilité d’intégrer ce dernier corps:208. Le 21 février 1846, il épouse, à Kensington, Marie Duplessis. Sincèrement épris, il a 30 ans et la nouvelle comtesse 22, mais cette dernière semble avoir été plus intéressée par le titre de comtesse que par le mariage lui-même, car si elle affiche son nouveau statut, elle cesse de voir son mari:242. Même à l’agonie, elle lui fermera sa porte. Une fois celle-ci morte, il pourra enfin entrer lui rendre ses derniers devoirs, tandis que deux de ses partenaires fouillent en vain les meubles à la recherche d’un « papier en anglais » – leur certificat de mariage. Il entamera également aussitôt des procédures pour récupérer des diamants et un étalon prêtés par lui à la défunte:274.
Lors de son enterrement, au cimetière de Montmartre, il manque s’évanouir, au moment de donner l’eau bénite, au-dessus de la tombe. Celui-ci, lorsqu’il découvre qu’elle n’est enterrée que dans une concession pour cinq ans, la fait exhumer et réinhumer, une semaine plus tard, dans un caveau avec une concession à perpétuité:276. En décembre 1848, il renouvelle sa requête d’intégrer la Légion étrangère, requête acceptée deux semaines plus tard, à condition que « le citoyen Perregaux » paye toutes ses dettes, et qui ne semble pas avoir honorée. Après avoir démissionné du Jockey Club en 1850, il louait une villa sur la Grand-Rue à Chantilly, où il est devenu un participant actif aux prestigieuses courses de la ville:231.
Selon Henry de Pène, il n’ignorait pas qu’il était devenu, sous le nom d’Armand Duval, un héros de théâtre dans la pièce d’Alexandre Dumas, la Dame aux camélias, mais « il dit qu’il n’irait jamais voir la pièce et il a tenu parole. » Sur le tard, retiré à Saint-Cyr-sur-Loire, il a été retrouvé mort, un matin, par deux voisins, un jardinier et un fermier:292. Il ne s’était jamais remarié.